# Saffie Lowe Ceesay
Saffie Lowe Ceesay ist eine Politikerin und Diplomatin im westafrikanischen Staat Gambia. Seit Juli 2018 ist sie Botschafterin in Marokko.

## Leben
Lowe Ceesay arbeitete als Staatssekretärin beim Gesundheitsministerium. Im November 2016 wurde sie von gambischen Geheimdienst der National Intelligence Agency (NIA) für mehrere Tage in Arrest genommen. Am 22. Februar 2017 ernannte der neu gewählte Präsident Adama Barrow sie als Gesundheits- und Sozialministerin (Minister of Health and Social Welfare) in seinem Kabinett.
Bei einer größeren Kabinettsumbildung am 29. Juni 2018 schied sie aus dem Kabinett aus, ihre zukünftige Aufgabe sollte im Auswärtigen Dienst sein. Es wurde Ende August öffentlich, dass sie Botschafterin in Marokko ist (effektiv ab Juli). Am 1. März 2019 überreichte sie ihr Akkreditierungsschreiben an König Mohammed VI.